# NGC 5197
NGC 5197 је лентикуларна галаксија у сазвежђу Девица која се налази на NGC листи објеката дубоког неба.
Деклинација објекта је - 1° 41' 33" а ректасцензија 13h 31m 25,0s. Привидна величина (магнитуда) објекта NGC 5197 износи 14,3 а фотографска магнитуда 15,2. NGC 5197 је још познат и под ознакама CGCG 17-3, NPM1G -01.0381, PGC 47546.